# Yo, adolescente
Yo, adolescente (título en inglés: Memories of a Teenager) es una película dramática adolescente argentina dirigida por Lucas Santa Ana. Está protagonizada por Renato Quattordio, Malena Narvay, Santiago Stieben y Jerónimo Giocondo Bosia. Se estrenó el 23 de julio de 2020 por el canal Cine.ar. Poco después, Netflix adquirió los derechos para estrenarla en su plataforma el 12 de noviembre del mismo año.

## Sinopsis
Ambientada entre el año 2004 y el 2005, Nicolás «Zabo» Zamorano (Renato Quattordio) un adolescente, que tras la muerte de un amigo que se suicidó y la masacre del boliche de Once, comienza a escribir un blog sobre su vida diaria, lo cual lo lleva a plantearse preguntas existenciales, generando en él una crisis de identidad, debido a que se le presenta la duda de si le gustan las mujeres o los hombres, por lo cual, Zabo comenzará a explorar su sexualidad teniendo intimidad y charlas con distintas personas, quienes resultarán lastimadas por sentirse usados por Nicolás.

## Reparto
- Renato Quattordio como Nicolás «Zabo» Zamorano
- Malena Narvay como Tina
- Thomás Lepera como Tomás
- Jerónimo Giocondo Bosia como Ramiro
- Walter Rodríguez Pez como Agustín
- Tomás Wicz como Checho
- Santiago Stieben como el Profesor de Educación Física
- Tomás Raimondi como Lucho
- Majo Chicar como Camila
- Agustina Cabo como María
- Gregorio Barrios como Fran
- Tomás Agüero como Pol
- María Lía Bagnoli como Mamá de Zabo
- Hernán Morán como Papá de Zabo
- Bruno Giganti como Mateo
- Carolina Unrein como Florencia

## Recepción

### Comentarios de la crítica
La película ha recibido en la mayoría críticas mixtas por parte de los expertos. Ezequiel Boetti de Otros Cines manifestó que la cinta «termina convirtiéndose en una película llena de golpes bajos, con actuaciones desparejas y una profundidad digna de alguna tira de Cris Morena», agreando que el relato del filme está conformado «por una sucesión de escenas forzadas, por un guión más preocupado por generar consciencia que por lo cinematográfico». En cambio, Adolfo C. Martínez del diario La Nación destacó la actuación de Renato Quattordio, a quien considera que encabeza muy bien el elenco de la película, convirtiendo a la historia «en un fiel y hondo retrato de esa tan difícil edad en la que comienzan a descubrirse los secretos de la adultez». Por su parte, Juan Velis del portal Medium comenta que «Santa Ana expone de manera convincente y extraordinaria» lo que significa ser un adolescente en aquellos tiempos post-cromañón, sin embargo, dice que «resulta un poco abrupta y devastadora algunas decisiones del guion, con un cierre declamatorio y algo efectista pero, desde luego, imprescindiblemente urgente».
Por otro lado, Gimena Meilinger de Sin Subtítulos otorgó a la cinta un puntaje de 8 sobre 10 y refirió que la interpretación de Quattordio fue de maravilla, mientras que «la fotografía es cuidada, que denota soledad, e interpretaciones correctas y una excelente banda sonora, que hacen de la película un film que vale la pena ver». Diego Da Costa de Cinema Gavia, concluye que Yo, adolescente «se diluye por la falta de concreción y demasiadas líneas abiertas [...], por lo cual, se convierte en un retrato a medio gas, que podría haber dado mucho más. Su reparto se encuentra en plena proyección a madurar interpretativamente, por lo que no hay un despliegue artístico certero. La propuesta de la realización no encuentra su propio camino y termina por caer en el estándar de película adolescente. Es tan dispersa y cambiante, que no se encuentra a sí misma».

### Premios y nominaciones
| Lista de premios y nominaciones | Lista de premios y nominaciones                | Lista de premios y nominaciones        | Lista de premios y nominaciones | Lista de premios y nominaciones | Lista de premios y nominaciones |
| Año                             | Organización                                   | Categoría                              | Nominado/a(s)                   | Resultado                       | Ref(s)                          |
| ------------------------------- | ---------------------------------------------- | -------------------------------------- | ------------------------------- | ------------------------------- | ------------------------------- |
| 2019                            | Festival Internacional de Cine de Viña del Mar | Sección Construye – Mejor Largometraje | Lucas Santa Ana                 | Ganador                         | [ 10 ]                          |
| 2019                            | Festival de Cine Iberoamericano de Huelva      | Mejor Largometraje                     | Lucas Santa Ana                 | Ganador                         | [ 11 ]                          |
| 2019                            | Festival de Cine Iberoamericano de Huelva      | Mejor Actor                            | Renato Quattordio               | Ganador                         | [ 11 ]                          |
| 2020                            | Festival Internacional de Cine en Guadalajara  | Premio Maguey – Mejor Película         | Lucas Santa Ana                 | Nominado                        | [ 12 ]                          |
| 2021                            | Premios Cóndor de Plata                        | Revelación Masculina                   | Renato Quattordio               | Ganador                         | [ 13 ]                          |
| 2021                            | Premios Sur                                    | Mejor Actor Revelación                 | Thomás Lepera                   | Nominado                        | [ 14 ]                          |

## Estrenos internacionales
| Fechas de estreno |                 |      |            |
| País              | Fecha           | Año  | Referencia |
| Argentina         | 23 de julio     | 2020 | [ 3 ]      |
| Netflix           | 12 de noviembre | 2020 | [ 4 ]      |